# Can Nan de les Campanes
Can Nan de les Campanes és una masia de Sant Feliu de Buixalleu (Selva) inclosa a l'Inventari del Patrimoni Arquitectònic de Catalunya.

## Descripció
Masia aïllada situada al barri de Gaserans, en el municipi de Sant Feliu de buixalleu.
L'edifici, presenta una estructura en forma de ela, i consta de planta baixa i pis. Una teulada a doble vessant cobreix l'edifici, excepte en una part de l'estructura, que presenta una teulada a una vessant. El ràfec té quatre fileres.
A la façana principal, hi ha dos tipus de llindes: algunes fetes en maó disposat en sardinell i altres amb llinda monolítica. Tots els brancals i àmipits són de pedra. També trobem dos tipus d'arc: arc pla i arc rebaixat. De la façana en destaca una galeria en arcs de mig punt fets de maó disposat en sardinell.
Totes les façanes presenten un treball de maçoneria.
Tota la finca es troba envoltada d'un jardí.

## Història
Masia construïda al segle passat en dues etapes (1812 i 1868), segons consta en dues rajoles de la casa.
El nom de la masia prové d'un dels fills petits del propietari, que era escolà del capellà i l'encarregat de tocar les campanes el diumenge a l'hora de missa.